# Tardad
Tardad(llamada oficialmente Santa María de Tardade) es una parroquia española del municipio de Villalba, en la provincia de Lugo, Galicia.

## Otras denominaciones
La parroquia también es conocida por el nombre de Santa María de Tardad.

## Organización territorial
La parroquia está formada por veintiuna entidades de población, constando diez de ellas en el nomenclátor del Instituto Nacional de Estadística español:
- A Corredoira
- A Escrita
- A Igrexa
- A Pena
- A Picha
- Cal de Gaián
- Capela (A Capela)
- Cartín
- Cruz de Gracia
- Fontao
- Fontao
- Lanzán
- O Cal
- O Muíño
- O Pereiro
- O Pino
- Padín
- Penela
- Portomedroso
- Tineos (Os Tineos)
- Xurbal

## Demografía
| Gráfica de evolución demográfica de Tardad entre 2000 y 2021 |
|                                                              |
| Datos según el nomenclátor publicado por el INE.             |